# Nadezhda de Bulgaria
Nadezhda de Bulgaria (Sofía, 30 de enero de 1899 - Stuttgart, 15 de febrero de 1958) fue una princesa búlgara por derecho propio, y miembro de la Casa de Wurtemberg por matrimonio.

## Primeros años
Fue la hija menor del zar Fernando I de Bulgaria y de su primera esposa, la princesa María Luisa de Borbón-Parma, quién murió al día siguiente de darla a luz. Sus tres hermanos mayores fueron el futuro zar Boris III, Kyrill y Eudoxia con quién fue muy cercana durante toda su vida. Fue bautizada en la Iglesia católica.
El nombre Nadezhda significa "Esperanza".
Debido a la pérdida de su madre, su abuela paterna Clementina de Orleans se hizo cargo de su educación y la de sus hermanos hasta su muerte en 1907. En 1908, su padre Fernando eligió una nueva esposa la princesa Leonor de Reuss-Köstritz, la nueva zarina asumió toda la responsabilidad de la educación y el cuidado de sus hijastros, cumpliendo rápidamente el papel de madre en la vida de los niños. De acuerdo con los principios puritanos de su madrastra, las princesas recibieron una educación estricta, pero completa y de alta calidad. Nadezhda era inteligente y modesta por naturaleza. Fue descrita como bondadosa y sociable, aunque generalmente melancólica y pensativa. No estaba en el centro de atención de las actividades públicas y se dedicó a la caridad junto con su hermana animadas por su madrasta, centrándose en el orfanato Eudoxia & Nadezhda en Sofía y en varias campañas de la Cruz Roja Búlgara.
El 12 de septiembre de 1918, su madrastra falleció y poco después el 3 de octubre, su padre abdicó en favor de su hijo debido a su mala política en la Primera Guerra Mundial, exiliandose en su natal Coburgo con sus tres hijos menores, viviendo en una residencia ahí.

## Matrimonio y descendencia
En 1922 las princesas pudieron regresar a Bulgaria con el permiso de su hermano, dos años después el duque Alberto Eugenio de Wurtemberg (1895-1954), que era el segundo hijo del duque Alberto de Wurtemberg y de la archiduquesa Margarita Sofía de Austria y a quién había conocido durante su estancia en Alemania, le pidió su mano en matrimonio. La boda se celebró el 24 de enero de 1924 en Bad Mergentheim. Tuvieron cinco hijos:
- Fernando Eugenio Alberto María José Iván Rilsky Felipe Augusto Clemente Carlos Roberto Luis Boris Kyril Francisco de Paula (Karlsruhe, 3 de abril de 1925 - Friedrichshafen, 3 de noviembre de 2020), cuidador de aguas y bosques, soltero y sin descendencia.
- Margarita Luisa Eudoxia Nadezhda María Josefa Albertina Teresa Amelia Isabel Benedicta Rosa Catalina Isabel Bona (Karlsruhe, 25 de noviembre de 1928 - Courbevoie, 10 de junio de 2017), se casó en 1970 con Francisco Luce de Chevigny (nacido en 1923 y fallecido en 2022), sin descendencia, no obstante tuvo un hijo de una relación anterior con Robin de La Lanne-Mirrlees (1925 - 2012):
  - Patricio de La Lanne-Mirrlees (San Francisco, 10 de febrero de 1962), casado en 1988 con Irene Auer (1962), tienen tres hijos.
- Eberardo Eugenio Alberto María José Iván Rilsky Roberto Ulrico Felipe Odo Carlos Huberto (Karlsruhe, 2 de noviembre de 1930 - Fráncfort del Meno, 26 de julio de 2022), licenciado en economía, ejecutivo bancario, se casó en 1962 (divorciados en 1972) con la archiduquesa Alejandra de Austria (nacida en 1935), e hija de la princesa Ileana de Rumanía. Sin descendencia.
- Alejandro Eugenio Felipe Alberto Fernando María José Iván Rilsky Juan José de la Cruz (nacido el 3 de marzo de 1933- 18 de febrero de 2024 en Stuttgart), doctor en filosofía, historiador del arte, soltero y sin descendencia.
- Sofía Eudoxia Luisa Josefa Margarita Teresa del Niño Jesús Conrada Donata (nacida el 16 de febrero de 1937 en Stuttgart), directora de la casa de alta costura Nina Ricci, se casó en 1969 (divorciados en 1974) con Manuel Antonio Roxo de Ramos-Bandeira (1937 - 1987). Sin descendencia.

## Vida posterior
Nadezhda y su familia vivieron tranquilos los primeros años, cómo curiosidad sus hijos eran conocidos como los Wurtemberg negros por su tono de piel a diferencia de los hijos de su cuñado Felipe Alberto, durante los años de Hitler atravesaron dificultades, el liderazgo nazi constantemente acosaba a la familia para obtener su apoyo. Visitaba de vez en cuando su país natal, siendo su última visita al asistir a la ceremonia de duelo y entierro de su hermano, el zar Boris III, en septiembre de 1943.  Al final de la Segunda Guerra Mundial en 1946, el sobrino de la princesa, el todavía infante Simeón II, fue expulsado de su trono por los soviéticos, el príncipe Kyrill entonces regente fue ejecutado y la princesa Eudoxia fue torturada. La familia zarista búlgara se vio obligada a exiliarse a Egipto; la princesa Nadezhda y su esposo les brindaron asistencia financiera regularmente. Después de la muerte del rey Víctor Manuel III de Italia que también estaba exiliado y que era el padre de su cuñada Juana de Saboya, la familia zarista se dispersó y la princesa Eudoxia se mudó con su hermana y su familia, estando ambas presentes en la muerte de su padre el ex-zar Fernando I en 1948.
Viuda en 1954, la princesa Nadezhda falleció tres años y ocho meses después en Stuttgart, Alemania Occidental. El pueblo capital de Nadezhda, hoy uno de los grandes complejos residenciales de Sofía, probablemente recibió su nombre en su honor.

## Títulos y tratamientos
Esta tabla aún no está actualizada. Puedes contribuir aportando información sobre títulos y tratamientos de esta persona.

## Ancestros
|  |                                                 |  |  |  |  |  |  |  |  |  |  |  |  |  |  |  |
|  | 16. Francisco de Sajonia-Coburgo-Saalfeld       |  |  |  |  |  |  |  |  |  |  |  |  |  |  |  |
|  |                                                 |  |  |  |  |  |  |  |  |  |  |  |  |  |  |  |
|  |                                                 |  |  |  |  |  |  |  |  |  |  |  |  |  |  |  |
|  | 8. Fernando de Sajonia-Coburgo-Gotha            |  |  |  |  |  |  |  |  |  |  |  |  |  |  |  |
|  |                                                 |  |  |  |  |  |  |  |  |  |  |  |  |  |  |  |
|  |                                                 |  |  |  |  |  |  |  |  |  |  |  |  |  |  |  |
|  | 17. Augusta de Reuss-Ebersdorf                  |  |  |  |  |  |  |  |  |  |  |  |  |  |  |  |
|  |                                                 |  |  |  |  |  |  |  |  |  |  |  |  |  |  |  |
|  |                                                 |  |  |  |  |  |  |  |  |  |  |  |  |  |  |  |
|  | 4. Augusto de Sajonia-Coburgo-Gotha             |  |  |  |  |  |  |  |  |  |  |  |  |  |  |  |
|  |                                                 |  |  |  |  |  |  |  |  |  |  |  |  |  |  |  |
|  |                                                 |  |  |  |  |  |  |  |  |  |  |  |  |  |  |  |
|  | 18. Francisco José I Koháry de Čabrad y Szitnya |  |  |  |  |  |  |  |  |  |  |  |  |  |  |  |
|  |                                                 |  |  |  |  |  |  |  |  |  |  |  |  |  |  |  |
|  |                                                 |  |  |  |  |  |  |  |  |  |  |  |  |  |  |  |
|  | 9. María Antonia de Koháry                      |  |  |  |  |  |  |  |  |  |  |  |  |  |  |  |
|  |                                                 |  |  |  |  |  |  |  |  |  |  |  |  |  |  |  |
|  |                                                 |  |  |  |  |  |  |  |  |  |  |  |  |  |  |  |
|  | 19. María Antonia de Waldstein-Wartenberg       |  |  |  |  |  |  |  |  |  |  |  |  |  |  |  |
|  |                                                 |  |  |  |  |  |  |  |  |  |  |  |  |  |  |  |
|  |                                                 |  |  |  |  |  |  |  |  |  |  |  |  |  |  |  |
|  | 2. Fernando I de Bulgaria                       |  |  |  |  |  |  |  |  |  |  |  |  |  |  |  |
|  |                                                 |  |  |  |  |  |  |  |  |  |  |  |  |  |  |  |
|  |                                                 |  |  |  |  |  |  |  |  |  |  |  |  |  |  |  |
|  | 20. Luis Felipe II de Orleans                   |  |  |  |  |  |  |  |  |  |  |  |  |  |  |  |
|  |                                                 |  |  |  |  |  |  |  |  |  |  |  |  |  |  |  |
|  |                                                 |  |  |  |  |  |  |  |  |  |  |  |  |  |  |  |
|  | 10. Luis Felipe I de Francia                    |  |  |  |  |  |  |  |  |  |  |  |  |  |  |  |
|  |                                                 |  |  |  |  |  |  |  |  |  |  |  |  |  |  |  |
|  |                                                 |  |  |  |  |  |  |  |  |  |  |  |  |  |  |  |
|  | 21. Luisa María Adelaida de Borbón              |  |  |  |  |  |  |  |  |  |  |  |  |  |  |  |
|  |                                                 |  |  |  |  |  |  |  |  |  |  |  |  |  |  |  |
|  |                                                 |  |  |  |  |  |  |  |  |  |  |  |  |  |  |  |
|  | 5. Clementina de Orleans                        |  |  |  |  |  |  |  |  |  |  |  |  |  |  |  |
|  |                                                 |  |  |  |  |  |  |  |  |  |  |  |  |  |  |  |
|  |                                                 |  |  |  |  |  |  |  |  |  |  |  |  |  |  |  |
|  | 22. Fernando I de las Dos Sicilias              |  |  |  |  |  |  |  |  |  |  |  |  |  |  |  |
|  |                                                 |  |  |  |  |  |  |  |  |  |  |  |  |  |  |  |
|  |                                                 |  |  |  |  |  |  |  |  |  |  |  |  |  |  |  |
|  | 11. María Amelia de Borbón-Dos Sicilias         |  |  |  |  |  |  |  |  |  |  |  |  |  |  |  |
|  |                                                 |  |  |  |  |  |  |  |  |  |  |  |  |  |  |  |
|  |                                                 |  |  |  |  |  |  |  |  |  |  |  |  |  |  |  |
|  | 23. María Carolina de Austria                   |  |  |  |  |  |  |  |  |  |  |  |  |  |  |  |
|  |                                                 |  |  |  |  |  |  |  |  |  |  |  |  |  |  |  |
|  |                                                 |  |  |  |  |  |  |  |  |  |  |  |  |  |  |  |
|  | 1. Nadezhda de Bulgaria                         |  |  |  |  |  |  |  |  |  |  |  |  |  |  |  |
|  |                                                 |  |  |  |  |  |  |  |  |  |  |  |  |  |  |  |
|  |                                                 |  |  |  |  |  |  |  |  |  |  |  |  |  |  |  |
|  | 24. Carlos II de Parma                          |  |  |  |  |  |  |  |  |  |  |  |  |  |  |  |
|  |                                                 |  |  |  |  |  |  |  |  |  |  |  |  |  |  |  |
|  |                                                 |  |  |  |  |  |  |  |  |  |  |  |  |  |  |  |
|  | 12. Carlos III de Parma                         |  |  |  |  |  |  |  |  |  |  |  |  |  |  |  |
|  |                                                 |  |  |  |  |  |  |  |  |  |  |  |  |  |  |  |
|  |                                                 |  |  |  |  |  |  |  |  |  |  |  |  |  |  |  |
|  | 25. María Teresa de Saboya                      |  |  |  |  |  |  |  |  |  |  |  |  |  |  |  |
|  |                                                 |  |  |  |  |  |  |  |  |  |  |  |  |  |  |  |
|  |                                                 |  |  |  |  |  |  |  |  |  |  |  |  |  |  |  |
|  | 6. Roberto I de Parma                           |  |  |  |  |  |  |  |  |  |  |  |  |  |  |  |
|  |                                                 |  |  |  |  |  |  |  |  |  |  |  |  |  |  |  |
|  |                                                 |  |  |  |  |  |  |  |  |  |  |  |  |  |  |  |
|  | 26. Carlos Fernando de Artois                   |  |  |  |  |  |  |  |  |  |  |  |  |  |  |  |
|  |                                                 |  |  |  |  |  |  |  |  |  |  |  |  |  |  |  |
|  |                                                 |  |  |  |  |  |  |  |  |  |  |  |  |  |  |  |
|  | 13. Luisa de Artois                             |  |  |  |  |  |  |  |  |  |  |  |  |  |  |  |
|  |                                                 |  |  |  |  |  |  |  |  |  |  |  |  |  |  |  |
|  |                                                 |  |  |  |  |  |  |  |  |  |  |  |  |  |  |  |
|  | 27. María Carolina de Borbón-Dos Sicilias       |  |  |  |  |  |  |  |  |  |  |  |  |  |  |  |
|  |                                                 |  |  |  |  |  |  |  |  |  |  |  |  |  |  |  |
|  |                                                 |  |  |  |  |  |  |  |  |  |  |  |  |  |  |  |
|  | 3. María Luisa de Borbón-Parma                  |  |  |  |  |  |  |  |  |  |  |  |  |  |  |  |
|  |                                                 |  |  |  |  |  |  |  |  |  |  |  |  |  |  |  |
|  |                                                 |  |  |  |  |  |  |  |  |  |  |  |  |  |  |  |
|  | 28. Francisco I de las Dos Sicilias             |  |  |  |  |  |  |  |  |  |  |  |  |  |  |  |
|  |                                                 |  |  |  |  |  |  |  |  |  |  |  |  |  |  |  |
|  |                                                 |  |  |  |  |  |  |  |  |  |  |  |  |  |  |  |
|  | 14. Fernando II de las Dos Sicilias             |  |  |  |  |  |  |  |  |  |  |  |  |  |  |  |
|  |                                                 |  |  |  |  |  |  |  |  |  |  |  |  |  |  |  |
|  |                                                 |  |  |  |  |  |  |  |  |  |  |  |  |  |  |  |
|  | 29. María Isabel de Borbón                      |  |  |  |  |  |  |  |  |  |  |  |  |  |  |  |
|  |                                                 |  |  |  |  |  |  |  |  |  |  |  |  |  |  |  |
|  |                                                 |  |  |  |  |  |  |  |  |  |  |  |  |  |  |  |
|  | 7. María Pía de las Dos Sicilias                |  |  |  |  |  |  |  |  |  |  |  |  |  |  |  |
|  |                                                 |  |  |  |  |  |  |  |  |  |  |  |  |  |  |  |
|  |                                                 |  |  |  |  |  |  |  |  |  |  |  |  |  |  |  |
|  | 30. Carlos de Austria-Teschen                   |  |  |  |  |  |  |  |  |  |  |  |  |  |  |  |
|  |                                                 |  |  |  |  |  |  |  |  |  |  |  |  |  |  |  |
|  |                                                 |  |  |  |  |  |  |  |  |  |  |  |  |  |  |  |
|  | 15. María Teresa de Austria-Teschen             |  |  |  |  |  |  |  |  |  |  |  |  |  |  |  |
|  |                                                 |  |  |  |  |  |  |  |  |  |  |  |  |  |  |  |
|  |                                                 |  |  |  |  |  |  |  |  |  |  |  |  |  |  |  |
|  | 31. Enriqueta de Nassau-Weilburg                |  |  |  |  |  |  |  |  |  |  |  |  |  |  |  |
|  |                                                 |  |  |  |  |  |  |  |  |  |  |  |  |  |  |  |
|  |                                                 |  |  |  |  |  |  |  |  |  |  |  |  |  |  |  |